# シャーク・スワルト
シャーク・スワルト（saia "Sjaak" Swart、1938年7月3日 - ）は、オランダ・アムステルダム出身の元サッカー選手。元オランダ代表。ポジションは主にウイング、サイドなら左右どちらでもプレーが可能。

## 人物
1956年にプロデビューを果たしてから、1973年に引退するまで、生涯をアヤックスで過ごしたプレーヤーで、トータルフットボールの名を馳せた70年代のアヤックスを支えたメンバーの一人である。生涯「10」番を好んで付けていた。
ヨハン・クライフ、ピート・カイザーらと共に形成した3トップによるポジションチェンジを頻繁に行い、1966-67シーズンにはウイングながら25得点を記録した。
2015-16シーズンのエールディヴィジ最終節、勝てば優勝のアヤックスがデ・フラーフスハップ戦で引き分けに終わって結局2位でシーズンを終えた翌日、「デ・フラーフスハップが入れ替え戦で降格することを期待する。」と傲慢な発言して他のクラブサポーターから大きな批判を浴びた。

## 個人成績
| シーズン | クラブ     | 試合数 | 得点 |
| -------- | ---------- | ------ | ---- |
| 1956-57  | アヤックス | 5      | 0    |
| 1957-58  | アヤックス | 19     | 4    |
| 1958-59  | アヤックス | 7      | 3    |
| 1959-60  | アヤックス | 29     | 18   |
| 1960-61  | アヤックス | 33     | 9    |
| 1961-62  | アヤックス | 33     | 5    |
| 1962-63  | アヤックス | 28     | 5    |
| 1963-64  | アヤックス | 30     | 12   |
| 1964-65  | アヤックス | 29     | 11   |
| 1965-66  | アヤックス | 30     | 10   |
| 1966-67  | アヤックス | 34     | 25   |
| 1967-68  | アヤックス | 33     | 11   |
| 1968-69  | アヤックス | 32     | 13   |
| 1969-70  | アヤックス | 31     | 13   |
| 1970-71  | アヤックス | 31     | 16   |
| 1971-72  | アヤックス | 33     | 11   |
| 1972-73  | アヤックス | 26     | 9    |

## 代表歴
- 代表デビュー
  - 1960年6月26日　メキシコ戦
- 代表通算31試合10得点